# Veys Aḩmad
Veys Aḩmad (persiska: ویس احمد) är en ort i Iran.   Den ligger i provinsen Kermanshah, i den västra delen av landet, 400 km väster om huvudstaden Teheran. Veys Aḩmad ligger 1 319 meter över havet och antalet invånare är 135.
Terrängen runt Veys Aḩmad är platt åt sydost, men åt nordväst är den kuperad. Runt Veys Aḩmad är det ganska tätbefolkat, med 185 invånare per kvadratkilometer. Närmaste större samhälle är Bābā Jān-e Pālīzī, 14,5 km öster om Veys Aḩmad. Omgivningarna runt Veys Aḩmad är i huvudsak ett öppet busklandskap.